# 성일환
성일환(成日煥, 1954년 5월 22일 ~ )은 대한민국의 제33대 공군참모총장을 지낸 예비역 공군 대장이며, 제11대 한국공항공사 사장을 역임했다.

## 학력
- 창녕중학교 졸업
- 영남고등학교 졸업
- 공군사관학교 26기
- 공군대학교 지휘관참모과정 수료
- 국방대학교 안보과정 수료
- 한남대학교 경영대학원 경영학 석사
- 청주대학교 대학원 사회복지학과 사회과학 박사과정 수료

## 진급
- 1978년 : 공군 소위 임관
- 2003년 : 공군 준장 진급
- 2007년 : 공군 소장 진급
- 2008년 : 공군 중장 진급
- 2012년 : 공군 대장 진급

## 경력
- 2001. 12. - 2002. 12. 공군 제29전술개발훈련비행전대장
- 2003. 01. - 2003. 12. 공군본부 전력기획참모부 전력계획처장
- 2004. 12. - 2005. 11. 공군교육사령부 참모장
- 2005. 11. - 2007. 05. 공군 제17전투비행단장
- 2007. 05. - 2008. 11. 공군본부 감찰실장
- 2008. 11. - 2010. 12. 공군사관학교장
- 2010. 12. - 2011. 11. 공군참모차장
- 2011. 11. - 2012. 04. 공군교육사령관
- 2012. 04. - 2014. 04. 공군참모총장 (제33대)
- 2014. 06. 영남대학교 특임석좌교수
- 2016. 03. - 2018. 03. 한국공항공사 사장 (11대)
- 2018. 07. - 2019. 06. 공군사관학교 총동창회장 (제26대)
- 2021. 12. - 2022. 01. 국민의힘 살리는 선거대책위원회 총괄특보단 국방안보특보단 국방정책특보

## 상훈
- 1991년 국방부장관 표창
- 2000년 대통령 표창
- 2007년 보국훈장 천수장
- 2014년 보국훈장 통일장
- 2016년 동아일보 한국의 최고경영인상 리더십경영 부문
- 2016년 GPTW Institute 한국에서 가장 존경받는 CEO
- 2017년 GPTW Institute 한국에서 가장 존경받는 CEO

## 기타
- 대한민국 공군의 탑건스쿨인 29전술개발훈련비행전대에서 교관, 대대장, 전대장을 역임한 최정예 전투조종사이다.

| 전임 박종헌 | 제33대 공군참모총장 2012년 4월 18일 ~ 2014년 4월 11일 | 후임 최차규 |

| 전임 김석기 (권한대행)윤왕로 | 제11대 한국공항공사 사장 2016년 3월 25일 ~ 2018년 3월 30일 | 후임 김명운(권한대행) |